# Thankmar von Münchhausen (Herausgeber)

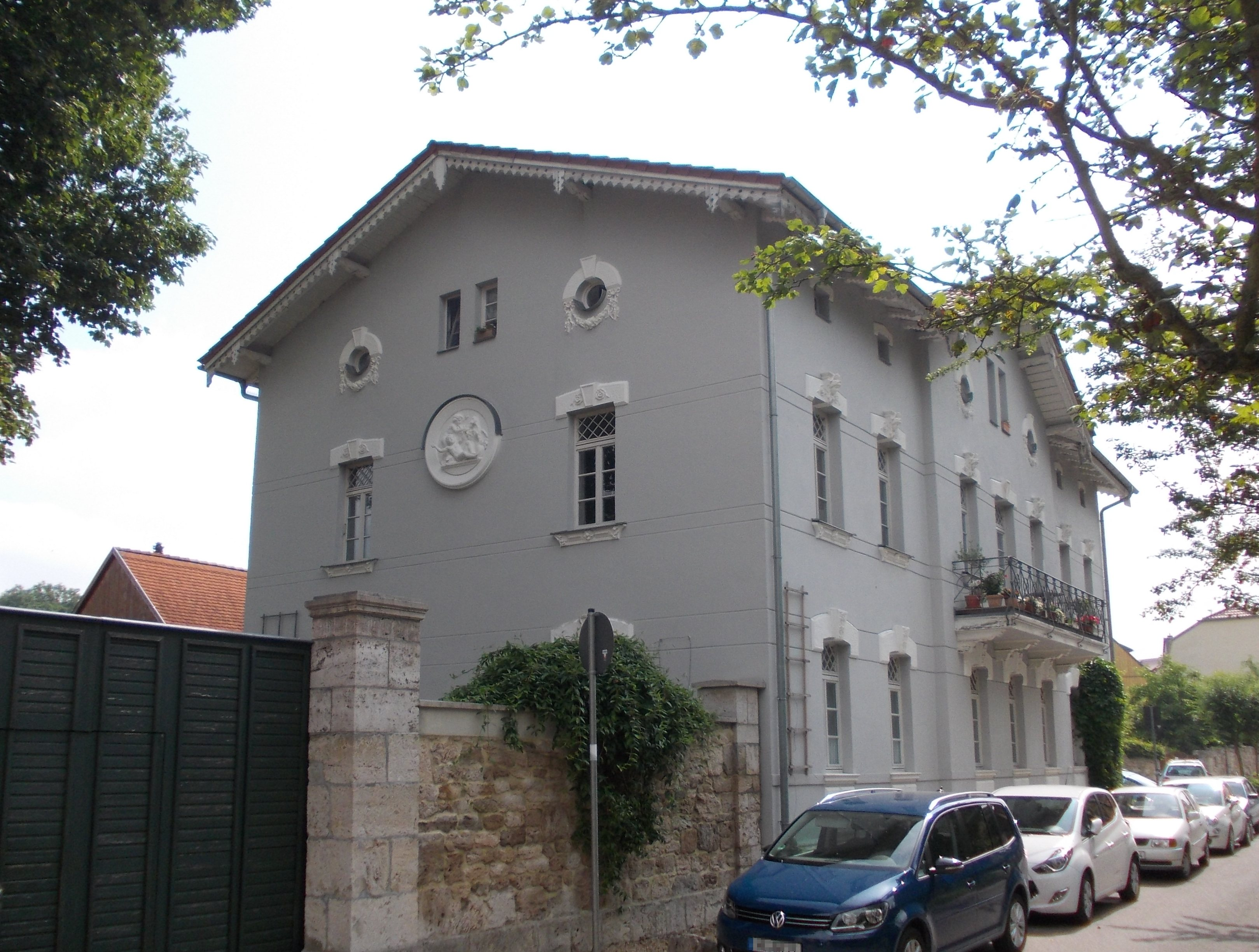
Münchhausen-Haus in Oberweimar

Thankmar Freiherr von Münchhausen (* 18. Mai 1893 in Berlin; † 28. Juli 1979 in Bonn) war ein deutscher Herausgeber, Jurist und Gutsverwalter, der eine enge Brieffreundschaft mit Rainer Maria Rilke pflegte.

## Leben
Thankmar von Münchhausen wurde als Sohn des kaiserlichen Konsuls in Jerusalem, Thankmar von Münchhausen (1835–1909), geboren. Gemeinsam mit seiner Mutter Anna von Münchhausen zog er 1922 nach Oberweimar, wo sie in ein Gebäude einzogen, das später als Münchhausen-Haus bekannt wurde. In dieser Zeit pflegten beide einen regen Briefwechsel mit Rainer Maria Rilke, dessen Freundschaft und Einfluss für das Leben von Thankmar Münchhausen prägend waren. Münchhausen und Rilke begegneten sich erstmals 1899 in Berlin und ein weiteres Mal vor dem Ersten Weltkrieg in Paris.
Neben seiner Verbindung zu Rilke pflegte Münchhausen auch enge Kontakte zu Hugo von Hofmannsthal. Wie seine Mutter unterhielt er ein freundschaftliches Verhältnis zu Hofmannsthal, was sich auch in einem Briefwechsel mit dessen Frau, Christiane von Hofmannsthal, widerspiegelte, die häufig in Oberweimar verweilte. In Jena hatte Münchhausen 1920 zusammen mit Erich Lichtenstein den Lichtenstein-Verlag gegründet. Er schied allerdings bereits 1923 aus dem Unternehmen aus.
Von 1937 bis 1939 leitete von Münchhausen das Goethe-Haus in Paris. Im Jahr 1949 gab er dann im Insel Verlag den Gedichtband Französische Gedichte vom Rilke heraus. Darüber hinaus war er als Kunst- und Literaturvermittler sowie als Berater für Antiquariate und Verlage und als Gutsverwalter tätig.
2004 wurde der ausführliche Briefwechsel zwischen von Münchhausen und Rilke, der 1913 begann und bis 1925 andauerte, erstmals von Joachim W. Storck im Insel Verlag veröffentlicht, und u. a. in der Frankfurter Allgemeinen Zeitung und Die Zeit besprochen.

## Werke (Auswahl)

### Herausgeberschaft(en)
- Rainer Maria Rilke: Gedichte in französischer Sprache. Verlag Leipzig; Frankfurt am Main: Deutsche Nationalbibliothek 2023, Original 1949.

### Briefwechsel von Thankmar von Münchhausen (von anderen Herausgebern veröffentlicht)
- Rainer Maria Rilke: Briefwechsel mit Thankmar von Münchhausen 1913 bis 1925. Herausgegeben von Joachim W. Storck; mit einem Geleitwort von Maleen Gräfin von Hatzfeld und Hieronyma Baronin Speyart van Woerden, Frankfurt am Main: Insel Verlag, 2004, ISBN 978-3-45817193-5.
- Christiane von Hofmannsthal: Ein nettes kleines Welttheater: Briefe an Thankmar Freiherr von Münchhausen. Hrsg. von Claudia Mertz-Rychner in Zusammenarbeit mit Maya Rauch, Frankfurt 1995, ISBN 978-3-10031554-0.